# Anaxyrus debilis
Anaxyrus debilis, conosciuto anche con il suo vecchio nome di Bufo debilis è una specie di rospo endemica degli Stati Uniti d'America sud-occidentali in Arizona, Nuovo Messico, Colorado, Kansas e Texas, così come del nord del Messico negli Stati di Tamaulipas, San Luis Potosí, Durango e Zacatecas. Il suo nome comune è rospo verde.

## Descrizione
I rospi verdi possiedono una colorazione che va dal verde brillante al verde pallido, con punti neri.
Non sono rospi molto grandi; i maschi adulti misurano circa 46 mm in lunghezza e le femmine 54 mm.

## Habitat e riproduzione
I rospi verdi Green sono relativamente diffusi e addirittura comuni in alcune zone. Sono tuttavia animali schivi, avvistabili solamente durante o immediatamente dopo i periodi di pioggia; il loro habitat è semi-arido e spesso molto asciutto. La riproduzione avviene tra marzo e agosto, stimolata dalle piogge estive. I maschi si spostano dall'habitat terrestre, asciutto a siti di riproduzione acquatici, dove essi formano dei gruppi. Le femmine sono attratte dai cori dei maschi. Le aggregazioni per la riproduzione tuttavia non durano a lungo, ma solamente pochi giorni.

## Sottospecie
Due sottospecie, inizialmente descritte come specie separate, possono essere identificate, tuttavia questa distinzione è molto dibattuta:
- Rospo verde orientale, Bufo debilis debilis
- Rospo verde occidentale, Bufo debilis insidior